# Мелетий I Драмски
Мелетий (на гръцки: Μελέτιος, Мелетиос) е гръцки духовник, митрополит на Вселенската патриаршия.

## Биография
Споменат е като доростолски митрополит в 1622 година, като след това е наследен от Антоний, който е избран през август 1623 година. Мелетий отново е доростолски митрополит, но е отстранен от Доростолската епархия през януари 1626 година, когато е наследен от Йоаким. Мелетий е митрополит в Драма в 1627 година.